# Jean de Mauquenchy

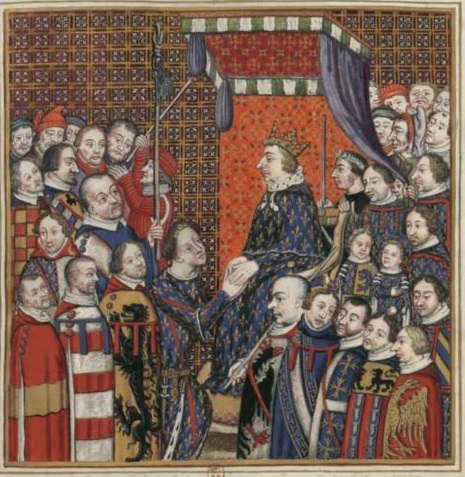
Mouton de Blainville bei der Huldigung des Königs von Frankreich, dritter unten rechts

Wappen von Jean de Mauquenchy

Jean (IV.) de Mauquenchy († vor Februar 1391), genannt Mouton de Blainville, war Sire de Blainville und Marschall von Frankreich während des Hundertjährigen Kriegs.

## Leben
Jean (IV.) de Mauquenchy war der einzige Sohn von Jean (III.) de Mauquenchy, genannt Mouton, Seigneur de Corneuil (zuletzt 1329 bezeugt), und Jeanne de Chambly, Dame de Cervon. 1339 gehörte er zur Garde des Herzogs der Normandie.
1356 diente er unter Jean genannt Le Baudran de La Heuse und Jean Souvain, in der Normandie. 1357 nahm er unter Louis d’Harcourt an der Belagerung von Honfleur teil. 1361 diente er an der Spitze seiner Kompanie wiederum in der Normandie und unter Admiral La Heuse, 1363 unter der Führung von Philipp von Navarra in der Umgebung von Beaumont-le-Roger. 1364 nahm er an der Belagerung von La Charité, das sich dem Herzog von Burgund ergab. Im gleichen Jahr vertraute ihm König Karl V. die Bewachung der Burg Rouen an und schickte ihn am 19. September zur Belagerung der Festung Moulineaux.
Am 20. Juni 1368 wurde er nach dem Tod des Marschalls Boucicaut zum Marschall von Frankreich ernannt. 1369 diente er als Lieutenant du Roi in der Normandie, 1370 im gleichen Rang unter dem Connétable du Guesclin im Poitou. Im November 1370 schlug er gemeinsam mit du Guesclin die englische Armee in der Schlacht von Pontvallain und nahm deren Kommandeur, den englischen General Grandison, in Gefangenschaft.
1373 belagerte er die Stadt Bécherel, die dem Herzog von Bretagne gehörte und die sich nach einem Jahr Belagerung ergab. 1374 beauftragte der König ihn mit dem Gouvernement seiner Kinder, anlässlich der Volljährigkeit seines ältesten Sohnes machte er ihn beim Lit de justice vom 20. Mai 1375 als einer der Grands Officiers de la Couronne zu einem der wichtigsten Mitglieder seines Rates.
1377 begleitete er den Herzog von Bretagne bei der Eroberung von Ardres sowie der Festung Arduic und Vauclinger. Am 28. September 1381 nahm er in Compiègne an der Huldigung des Herzogs gegenüber dem König teil.
Am 27. November 1382 kommandierte er in der Schlacht bei Roosebeke die königliche Vorhut. 1383 nahm er an der Belagerung von Bourbourg teil, um September diente er unter dem Connétable Olivier V. de Clisson. Als der König 1386 beschloss, mit seiner Armee in England einzufallen, nahm er an der Versammlung teil, die die Großen des Reiches über den Plan unterrichtete (die Invasion fand dann aber nicht statt). 1388 nahm er mit dem Connétable Clisson an der Belagerung von Bécherel teil, das die Engländer nicht zurückgeben wollten.
Im Februar 1391 war er verstorben.

## Ehe und Familie
Jean de Mauquenchy heiratete Jeanne Malet de Graville, zweite Tochter von Jean (II.) Malet, Seigneur de Graville (Haus Malet). Ihre Kinder sind:
- Moutonnet de Blainville († 1369), bestattet in der Kirche von Blainville
- Jeanne de Mauquenchy, Dame de Blainville; ⚭ 1372 Nicolas, genannt Colart d’Estouteville, Seigneur de Torcy et d’Estoutemont, Sohn von Jean d’Estouteville, Seigneur de Torcy et d’Estoutemont (Haus Estouteville)